# Kalendarium powstania warszawskiego – 7 września

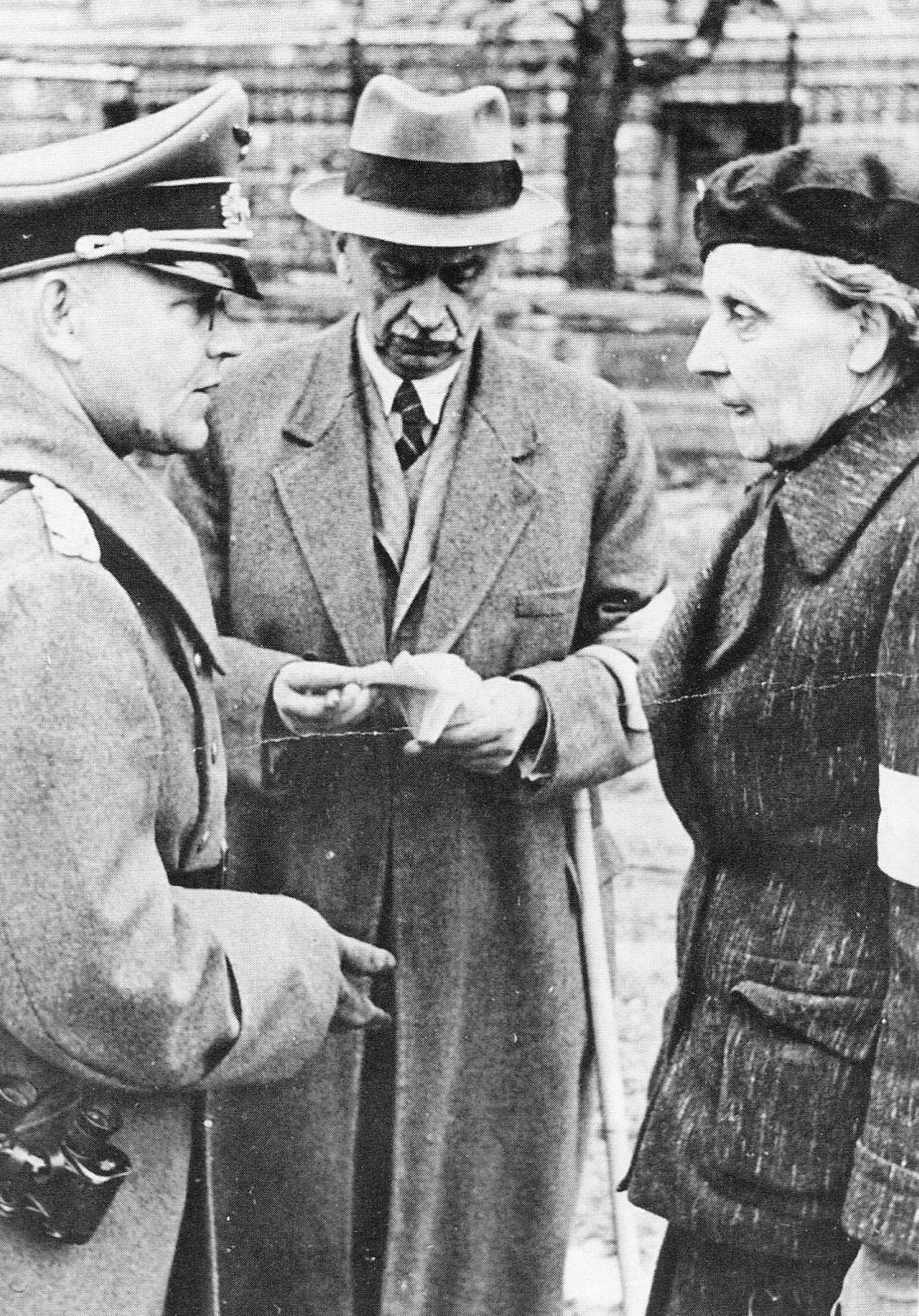
Przedstawiciele władz cywilnych i PCK: hr. Maria Tarnowska i dr Alfred Lewandowski w czasie jednej z pierwszych rozmów z delegatem von dem Bacha - generałem Günterem Rohrem na temat wyjścia ludności cywilnej z miasta.

## 7 września, czwartek
Upadek Powiśla. Natarcie niemieckie na Nowy Świat, Królewską, pl. Grzybowski i ul. Chmielną. Nieprzyjaciel opanowuje skrzyżowanie Alej Jerozolimskich i Marszałkowskiej; próbuje zniszczyć barykadę na Al. Jerozolimskich, bardzo istotną dla strony polskiej, gdyż osłaniała trasę przepływu ludności i wojska. Bataliony „Kiliński” i „Gustaw” bronią Śródmieścia. 
Silnie odczuwalny brak żywności. Źródłem zaopatrzenia części miasta stały się browary Haberbuscha. 
Pogorszenie nastrojów wśród ludności, zniechęcenie zarówno wobec polskich żołnierzy, jak i z powodu ogólnej ciężkiej sytuacji.
Niewielkie zrzuty z samolotów alianckich; większość ładunków wiatr poniósł na stronę niemiecką. Polacy podjęli zasobniki, które spadły na ul. Żelaznej i Emilii Plater.
Władze cywilne wydają pozwolenie, aby Zarząd Polskiego Czerwonego Krzyża  mógł porozumiewać się z dowództwem wojsk niemieckich w sprawie ewakuacji poza tereny miasta osób starszych, chorych i dzieci. Ustalono czas, w którym ludność ta mogła, na własne ryzyko, opuścić stolicę. Rozmowy w tym celu prowadziła wiceprzewodnicząca prezydium Zarządu Głównego PCK Maria Tarnowska.
Tego dnia polegli dowódca 1. plutonu kompanii „Koszta” – Włodzimierz Radajewski, a przy ul. Książęcej zginął ppor. Wiesław Knast z kompanii "Motyl" batalionu "Czata 49". Ciężko ranny został kpt. Paulo de Silva, dowódca IV kompanii w Zgrupowaniu „Bartkiewicz”.  
Z meldunku sytuacyjnego w dzienniku bojowym 9. Armii niemieckiej:

Naszemu uderzeniu w centrum na zachód nieprzyjaciel stawia zacięty opór. (...) Trzeba się spodziewać, że całkowite oczyszczenie wybrzeża Wisły może zająć sporo czasu.
Krótko po północy żołnierze Grupy „Kampinos” dowodzeni przez por. „Dolinę” spalili tartak w Piaskach Królewskich oraz zlikwidowali ochraniający go pododdział SS. Sukces ten zniweczył niemieckie plany budowy mostów na Wiśle pod Wyszogrodem.
Leopold Buczkowski, prozaik, malarz, artysta grafik, napisał tego dnia w notatkach z powstania warszawskiego:

Zgliszcza dookoła. Nocą ryjemy okopy. Wszystkie rodzaje broni są czynne – siedem plag świata! A z Londynu frazesy. Ukraińcy grasują na Marymoncie i przy Dworcu Gdańskim. (...) Czym leczyć, gdzie leczyć, gdzie leczyć i jak leczyć, skoro wszystkie szpitaliki są natychmiast ostrzeliwane z armat, bombardowane z powietrza? Lotnictwo niemieckie nieustannie grasuje nad Warszawą, że też nie ma jednego pościgowca do tych sukinsynów! Hej! Trzy mocarstwa. Kiedyś ze wstydem chodzić będziecie po tym świecie. W grobach dziecięce głosy, krew i puls. Z ojczyzny naszej pył i dym.